# Rue de Torcy
La rue de Torcy est une voie du 18e arrondissement de Paris, en France.

## Situation et accès

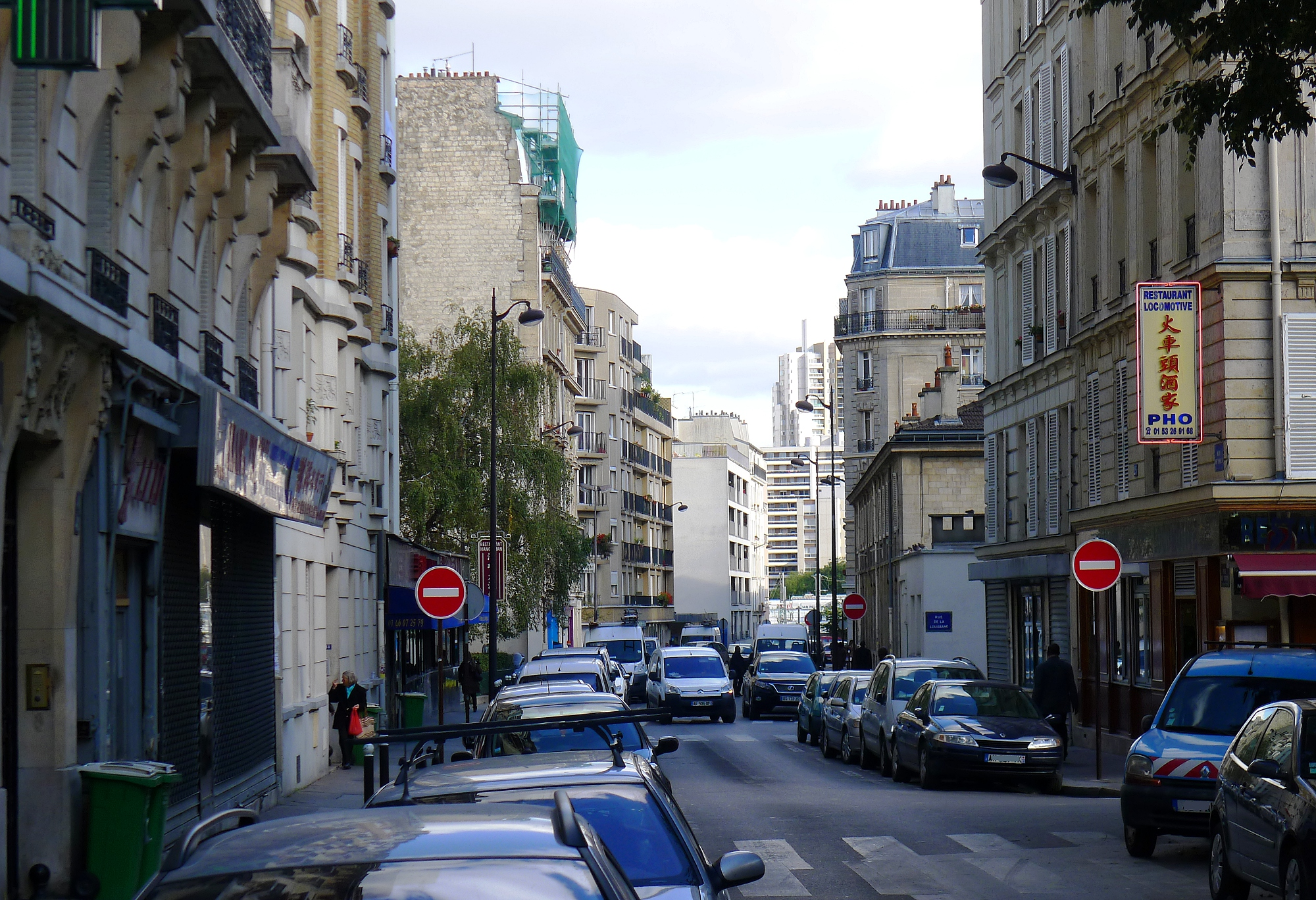
Rue de Torcy vue en direction de la rue Cugnot.

La rue de Torcy est une voie publique située dans le 18e arrondissement de Paris.
Elle débute au 1-3, rue Cugnot, rencontre la rue Pajol, la rue de la Louisiane et la rue de la Martinique, longe le marché de La Chapelle, croise la place de Torcy et se termine au 10, rue de la Chapelle.

## Origine du nom
Elle porte le nom du diplomate et homme d’État français Jean-Baptiste Colbert, marquis de Torcy (1665-1746), neveu de Colbert.

## Historique

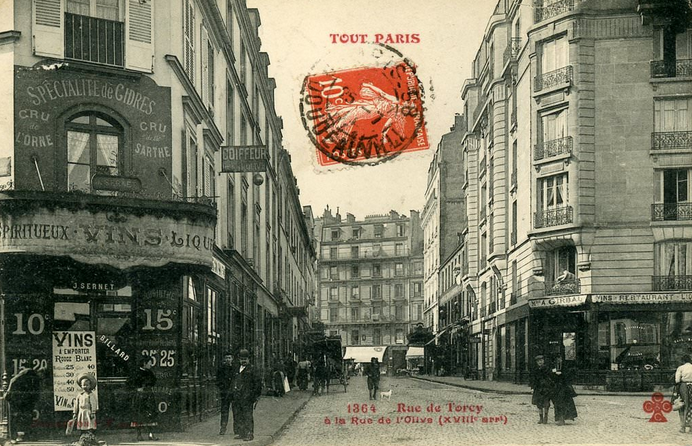
La rue de Torcy vers 1900, en direction de la rue de la Chapelle.

Cette voie, de l'ancienne commune de La Chapelle s'appelait de 1540 à 1704 « rue du Bon-Puits » et conduisait au village de la Villette.
La partie située entre la rue de la Chapelle et la place de Torcy était dénommée « rue du Cimetière » en 1725 (en raison du lieu de sépulture homonyme), et la partie restante, entre la place de Torcy et les voies SNCF, faisait partie d'une voie dénommée « chemin des Rosiers » en 1725, qui allait jusqu'au village de la Villette.
Cette voie est tracée sur le plan de Roussel de 1730.
Rattachée à la voirie de Paris par un décret du 23 mai 1863, sa partie orientale est absorbée par le chemin de fer de l'Est et sa partie ouest prit son nom actuel par décret du 27 février 1867.

## Bâtiments remarquables et lieux de mémoire

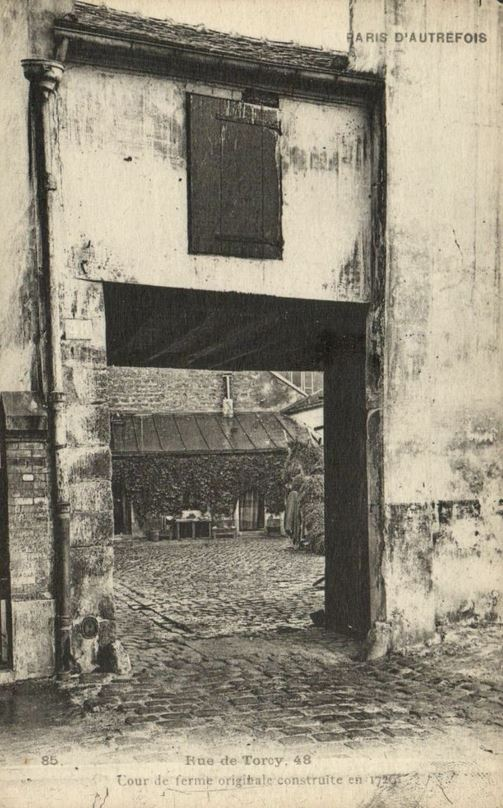
Rue de Torcy, cour de ferme datant de 1726.

- Au numéro 11 se trouvait de 1834 à 1845 la deuxième mairie de la commune de La Chapelle[1],[3].
- Au numéro 48, se dressait encore, à la fin du XIXe siècle, le haut porche d'entrée d'une ferme construite en 1726 (d'après la carte postale numéro 85 de la collection « Paris d'autrefois », éditée dans les années 1900)[4].

## Au cinéma
La pharmacie du Marché, au no 42, apparait dans le film Deux Moi (2019) de Cédric Klapisch, les deux personnages principaux joués par Ana Girardot et François Civil marchent dans la rue et rentrent dans la pharmacie.